# 72 Ophiuchi
72 Ophiuchi (72 Oph) es una estrella situada en la constelación de Ofiuco.
Con magnitud aparente +3,72, es la décima más brillante en su constelación y la primera entre ellas que carece de denominación de Bayer.
En el pasado fue la estrella más prominente de la constelación de Tigris —que representaba al río con el mismo nombre—, hoy descartada.
72 Ophiuchi es una subgigante blanca de tipo espectral A4IVs.
Con una temperatura efectiva de 8260 K, es unas 17 veces más luminosa que el Sol.
A partir de la medida indirecta de su diámetro angular, 0,74 ± 0,03 milisegundos de arco, se puede estimar su verdadero diámetro, siendo éste 2,1 veces más grande que el diámetro solar.
Gira sobre sí misma con una velocidad de rotación igual o mayor de 65 km/s.
Su edad estimada es de 340 millones de años.
La composición química de 72 Ophiuchi es diferente a la del Sol.
Por una parte, muestra una abundancia relativa de hierro algo superior a la del Sol ([Fe/H] = +0,09), pero ciertos elementos son «sobreabundantes» en relación con los parámetros solares. En concreto, itrio y sodio son casi tres veces más abundantes que en nuestra estrella ([Na/H] = +0,46).
Por el contrario, su contenido de cobre es sólo la mitad que en el Sol.
72 Ophiuchi parece tener dos compañeras estelares.
La primera de ellas, 5,2 magnitudes más tenue que la estrella principal, está separada visualmente de ella 24,83 segundos de arco.
La segunda, 8,1 magnitudes más tenue, está separada 24,20 segundos de arco.
El sistema se encuentra a 87 años luz del sistema solar.